# Asuncion-eiland
Asuncion-eiland is een Oceanisch eiland, onderdeel van de regio Micronesië. Staatkundig gezien is het eiland een onderdeel van het Amerikaanse gebiedsdeel Noordelijke Marianen in de Grote Oceaan. Het is een van de toppen van vijftien vulkanische bergen die de eilandengroep de Marianen vormen. Asuncion-eiland ligt ten noorden van het eiland Agrihan en ten zuiden van de Maug-eilanden. De laatste uitbarsting van de Asuncion vulkaan was in 1906.
Asuncion-eiland heeft een oppervlakte van 7,3 km².

## Flora en fauna
Er komt slechts één zoogdier voor, de vleermuis Pteropus mariannus.